# Jean-Marie Dedecker

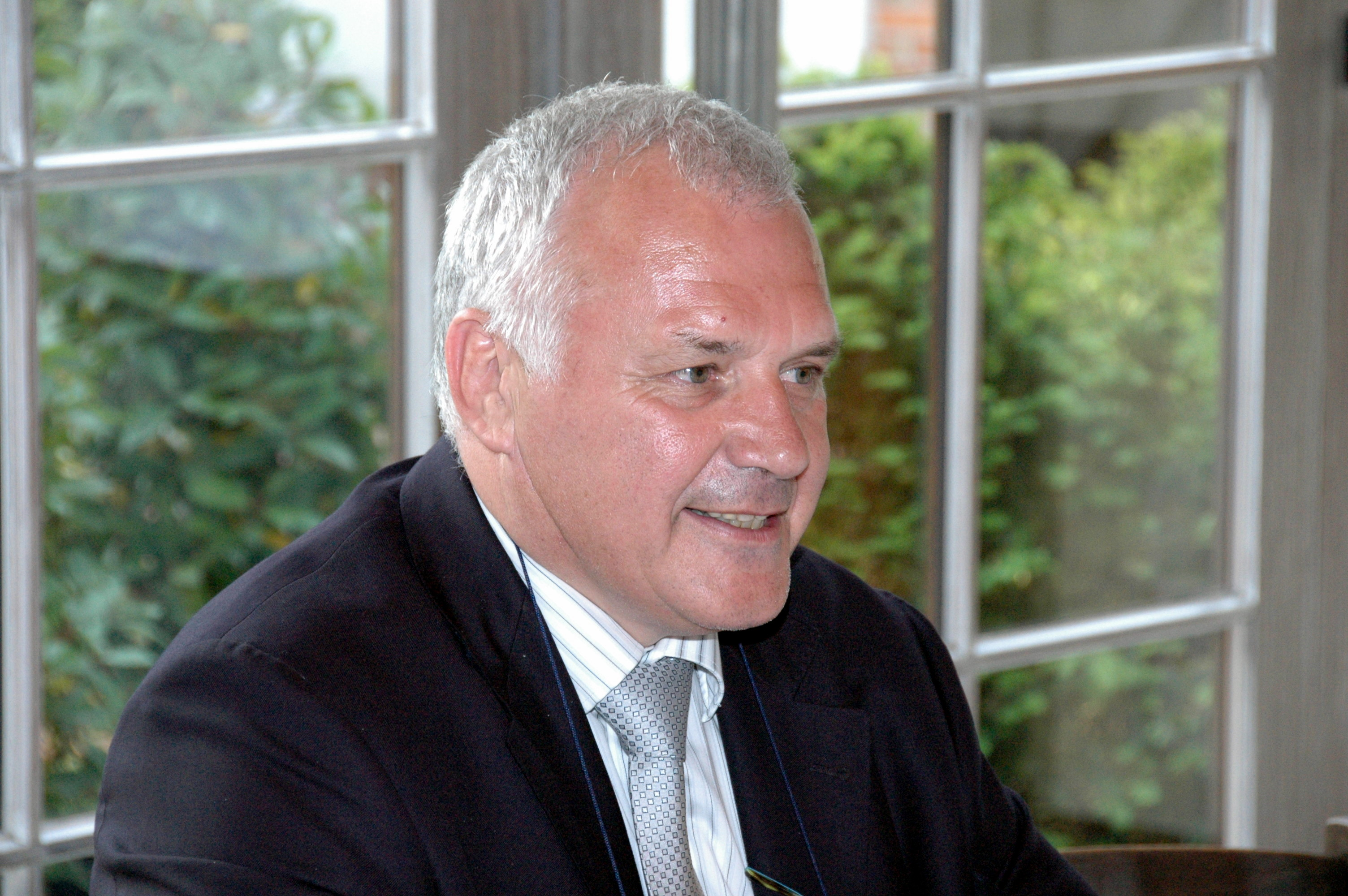
Jean-Marie Dedecker (2008)

Jean-Marie Dedecker (* 13. Juni 1952 in Nieuwpoort) ist ein belgischer Politiker. Seit 2019 ist er Bürgermeister von Middelkerke.

## Leben
Nach seiner Schulzeit war Dedecker als Judotrainer in Belgien tätig. 
Ende der 1990er begann Dedecker sich politisch zu engagieren. 1999 und 2003 gelang Dedecker jeweils der Einzug als Senator in den Senat von Belgien. 2004 zog Dedecker als Abgeordneter in das Flämische Parlament ein. Dedecker gehörte von 1999 bis 2007 der Partei Open Vlaamse Liberalen en Democraten (VLD) an. 
2006 scheiterte Dedecker bei den Bürgermeisterwahlen in Ostende gegen Johan Vande Lanotte von der Socialistische Partij Anders. Nach den Kommunalwahlen in Ostende kam es zwischen Dedecker und der Führung der VLD unter Bart Somers zum Konflikt und im Januar 2007 wurde Dedecker offiziell aus der VLD ausgeschlossen. 
Kurzfristig gehörte Dedecker Ende 2006 der Nieuw-Vlaamse Alliantie an. Da aber deren Kartell-Partner, die flämischen Christdemokraten, ihn nicht auf der gemeinsamen Wahlliste tolerieren wollten, verließ er die N-VA wieder.
Daraufhin gründete Dedecker am 19. Januar 2007 die rechtsliberale Partei Lijst Dedecker. Bei den föderalen Parlamentswahlen 2007 erreichte sie fünf Abgeordnetensitze im Parlament und einen Sitz im Senat. Dedecker gewann bei den Europawahlen 2009 für die Lijst Dedecker in das Europaparlament einen Abgeordnetensitz, der von Derk Jan Eppink eingenommen wird.